# Pithecia isabela
Pithecia isabela (лат.) — вид приматов из семейства саковых.

## Систематика
Этот вид был описан в 2014 году приматологом Лаурой Марш вместе с четырьмя другими видами саки по результатам морфологического анализа имеющихся в распоряжении учёных образцов этих приматов. Результаты были опубликованы в журнале «Neotropical Primates». Видовое название в честь перувийской аристократки колониальных времён Изабелы Одонаис.

## Описание
Самцы имеют чёрную шерсть с серебристым налётом. Вокруг головы шерсть полностью чёрная. Шерсть вокруг морды у молодняка коричневая, с возрастом темнеет. Кожа на морде чёрная, ладони и ступни белые. Окрас самок схож с окрасом самцов, однако иногда самки имеют медный отлив шерсти. Длина тела от 77 до 92 см, длина хвоста от 40 до 49 см.

## Распространение
Эндемик Перу. Типовой экземпляр был найден у реки Самирия. Имеется свидетельства о встрече этих приматов в районе Укаяли.